# 軽井沢 (柳津町)
軽井沢（かるいざわ）は、福島県河沼郡柳津町の大字。
古くは「軽沢」と書いて「かるいさわ」と読んでいたものの、近郷の束松村の「軽沢」と間違われることから「井」が付け加えられたとされている。

## 地理

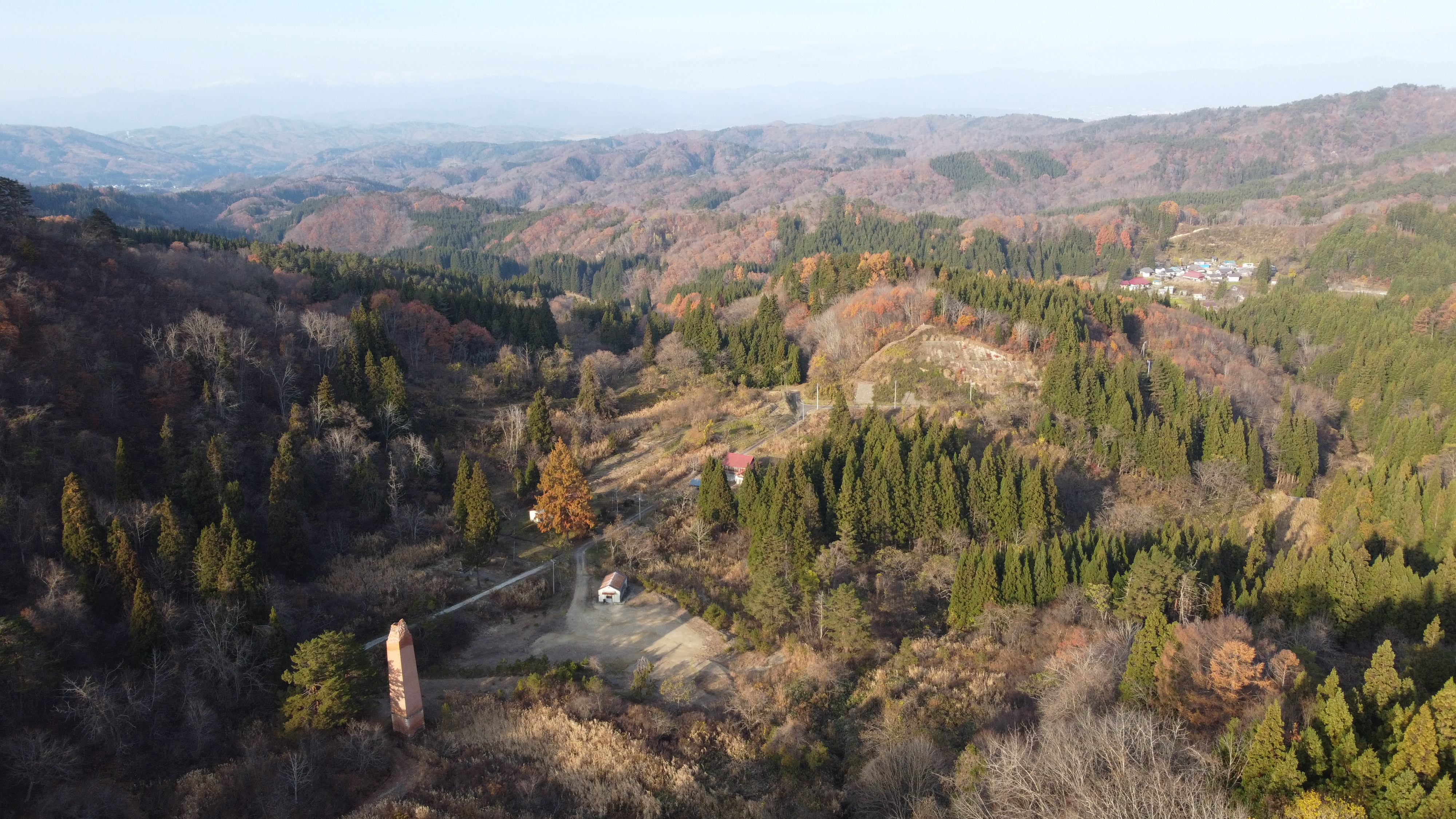
大煙突と集落

1967年（昭和42年）時点で軽井沢は例年150～170cmの積雪が観測される地域で、柳津町の中では比較的積雪量の多い地域だった。

## 人口
軽井沢の世帯数・人口は下記の通り。
| 年     | 戸数 | 人口（人） |
| ------ | ---- | ---------- |
| 1881年 | 48   | 284        |
| 1886年 | 67   | 1433       |
| 1955年 | 不明 | 185        |
| 1975年 | 24   | 99         |

## 歴史

### 近世

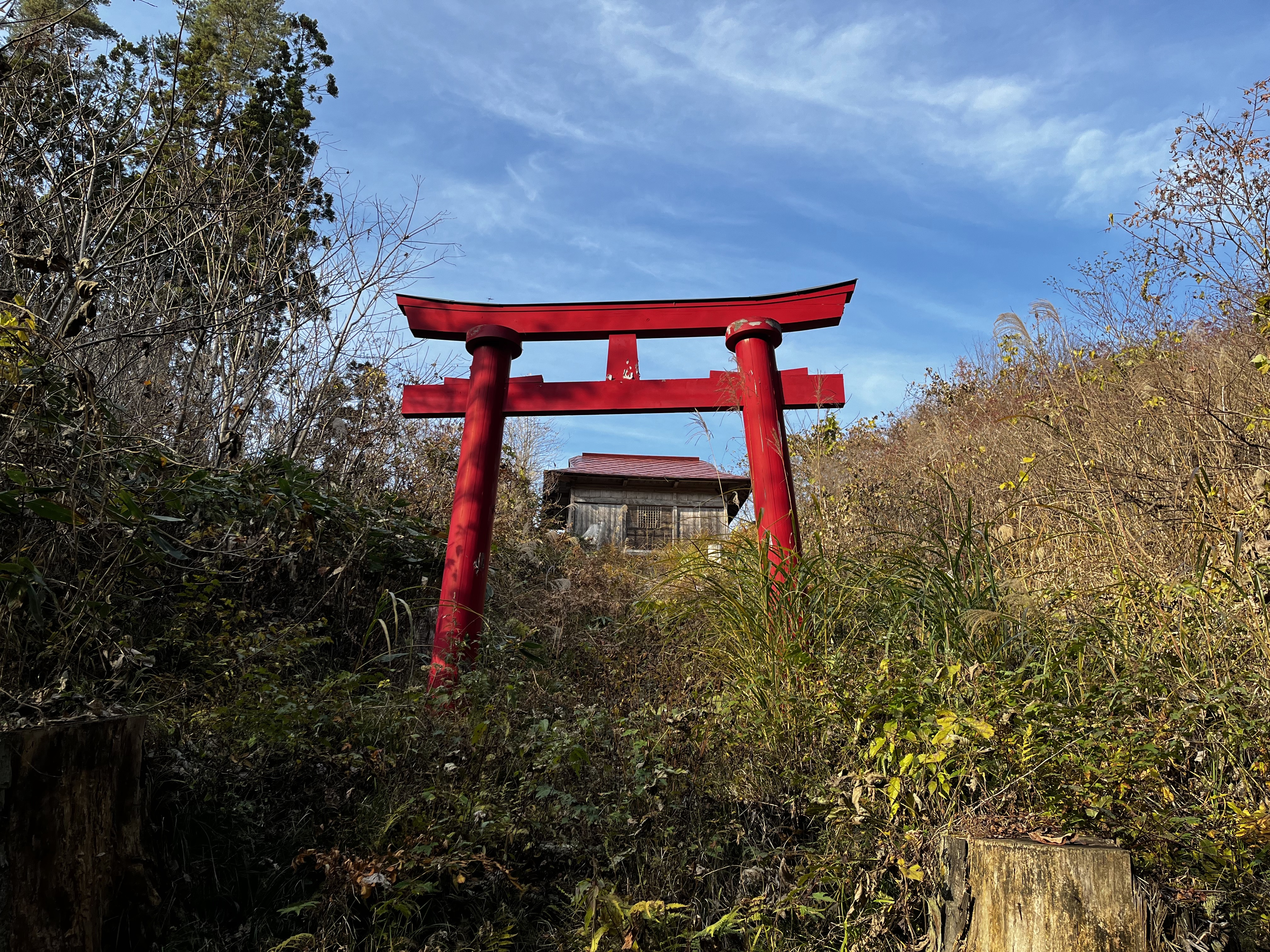
稲荷神社

文禄検地を実施した際の記録によると軽井沢の村高は175.90石で土質は中とされている。尚、当時は「軽沢」と表記されていた。

### 近代
1877年（明治10年）、相次いで柳津地方の各地が雹害に襲われ、軽井沢でも8月27日に雹害に見舞わられた。
銀山が繁栄した1879年（明治12年）以降は農地を塩野・大谷地・市野・上平の人々に耕作させていた。その間、軽井沢の住民は銀山の上役の宿屋や銀山の必需品・生活雑貨の輸送で稼いでいた。この時他村に売却した農地は、昭和後期の時点で軽井沢の住民の元に帰らない土地もあると云う。
1886年（明治19年）、軽井沢銀山の小屋建設等など荷車・人力車が支障なく通行できるようにするため、4月初旬から柳津・黒滝・猪鼻・塩野を経由して銀山に到達する新道を開いた。
1889年（明治22年）の町村制実施により、西山地区に中ノ川村と東川村が成立し、軽井沢は東川村に属するようになった。同年12月15日、軽井沢銀山繁盛に伴い岩代国軽井沢郵便局が特別に開局。13年間に渡り当郵便局は運営され、1902年（明治35年）12月15年に廃局。尚、1896年（明治29年）に軽井沢銀山が廃山になって以降は軽井沢本村に5年間設置されていた。
1891年（明治24年）、地内で火災が発生。

### 現代

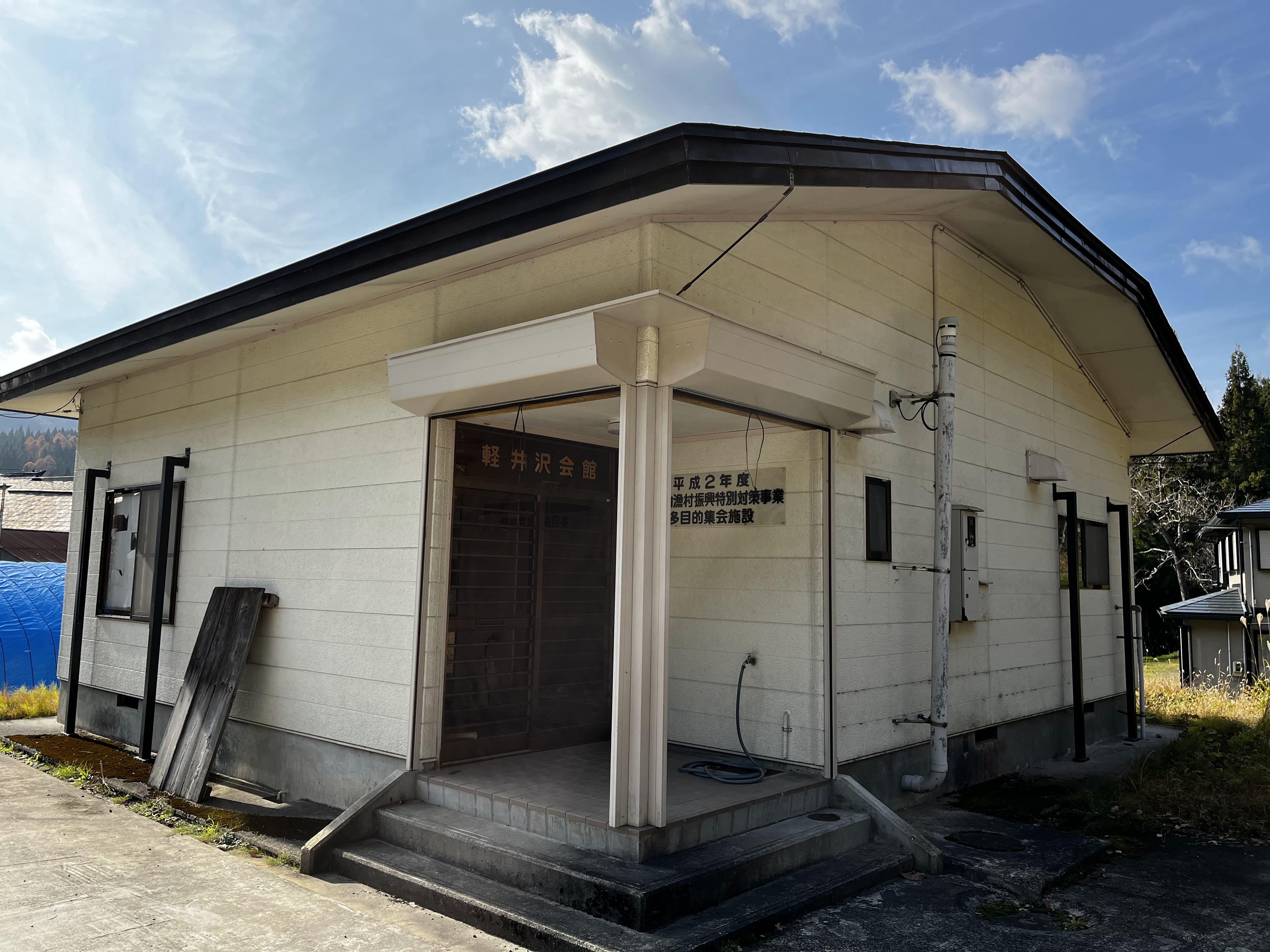
軽井沢会館

1962年（昭和37年）10月19日午後5時、貨物自動車に相乗りし下校していた、柳津小・中学校の児童5名が塩野北に位置する大カーブで自動車と共に谷へ転落。小学5年～中学3年までの児童5名が死亡。これに対し軽井沢・塩野部落一同が発起者となり、事故に遭った児童の冥福と交通安全守護の地蔵尊と供養塔が建立された。
柳津町で住宅緩和と住民の利便を図る目的とし、低所得勤労者や外部から来往する公務員を主として公営住宅の建築を計画、1958年（昭和33年）から実施。1972年（昭和47年）、軽井沢でも教員住宅（2戸）が建設された。家賃は25,000円。

## 名所

### 軽井沢銀山

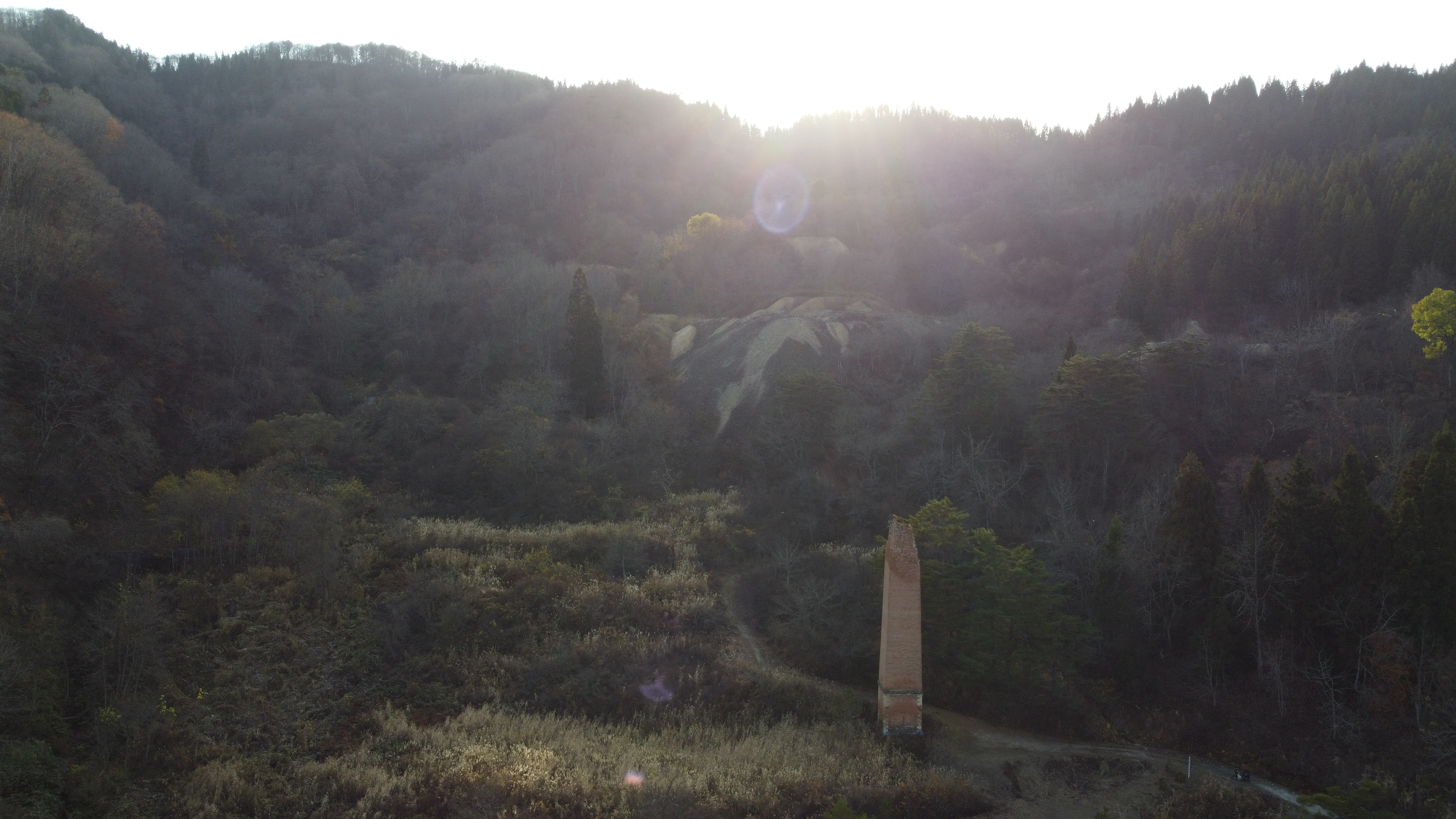
銀山跡地

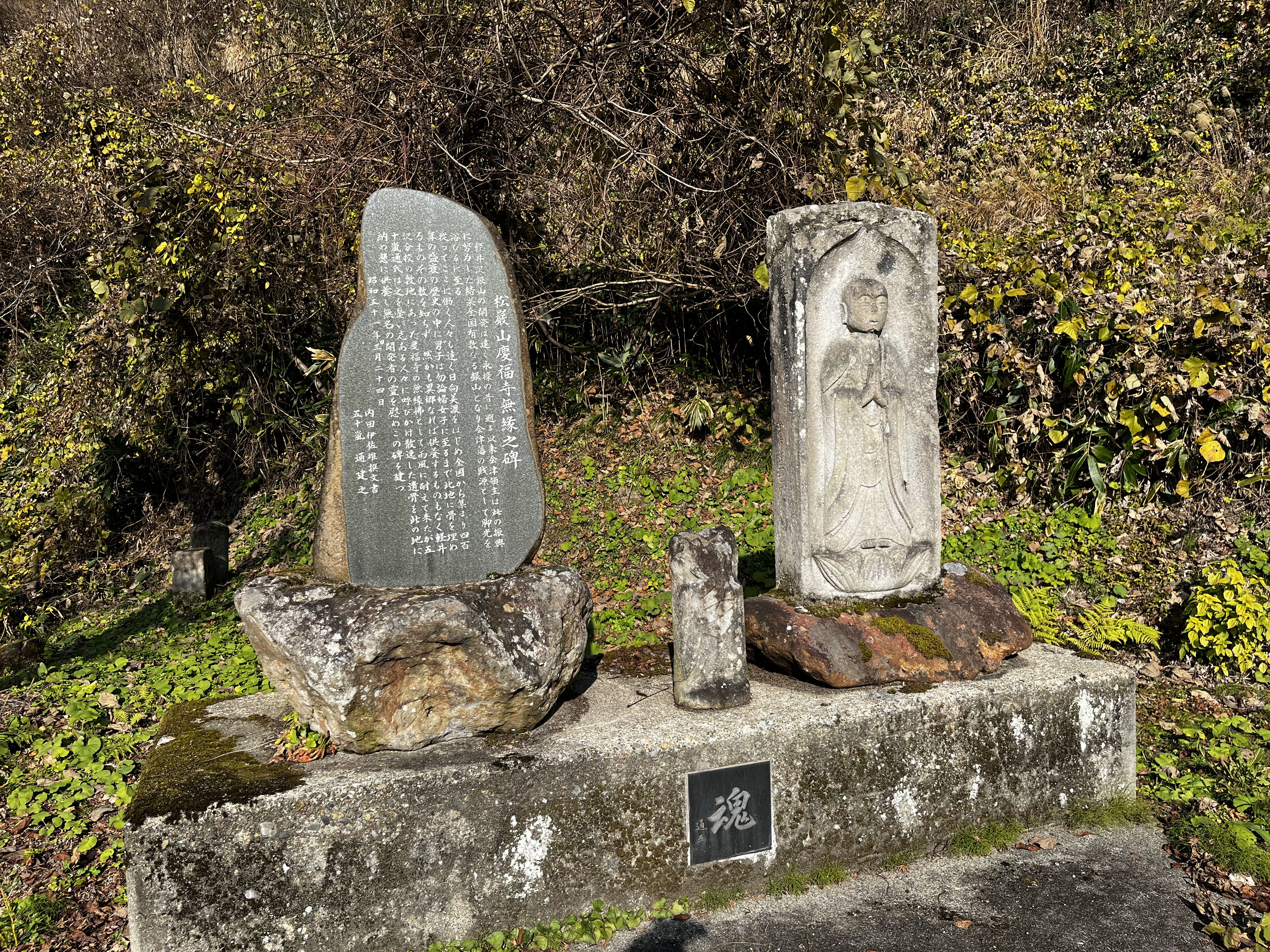
元の寺跡地にある石造物

軽井沢銀山は、中世末期から近代にかけて活発に採掘が行われていた銀山。柳津町役場の南東8.8kmに位置する。発見から閉山の期間は約337年に及び、そのうち採鉱されていたのは195年。一時は日本有数の大鉱山だった。発見から閉山まで長期間に渡り採鉱されていた当銀山は、その中でも盛衰を繰り返しており、それは4つの期間に分けられる。

#### 第1期採鉱

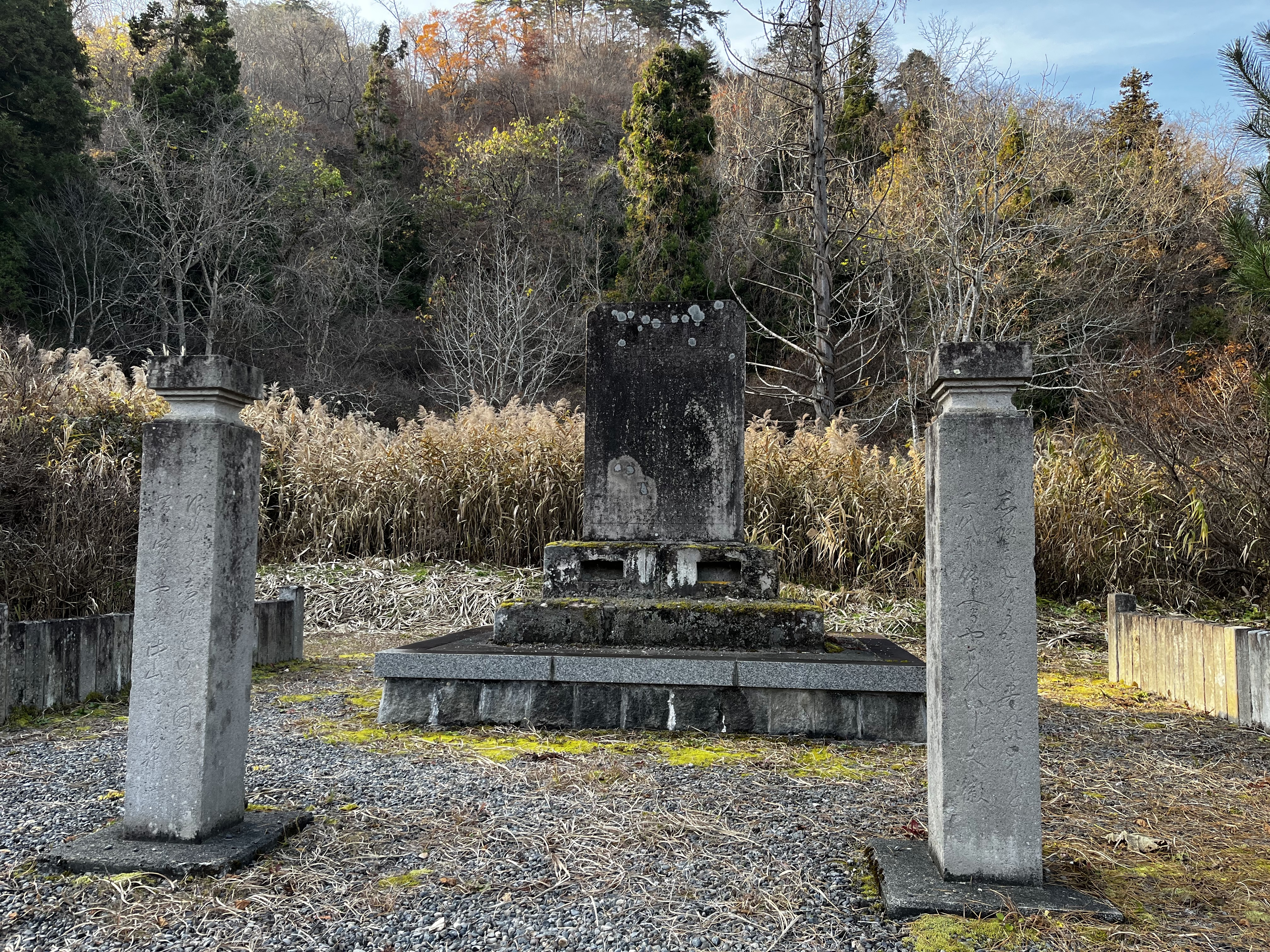
銀山跡地の石碑

1558年（永禄元年）、軽井沢村民の松本左文治が当銀山を発見。また、「新編会津風土記」によると同年に軽井沢の農民善吉が初めて杭を穿ち銀を採掘したとある。軽井沢銀山は、1575年（天正3年）頃には繁栄し蒲生氏郷が会津に入部した1590年（天正18年）以降は月製銀量が900斤（1斤＝約600g）を上納するまでとなる。更に1627年（嘉永4年）5月5日に会津に加藤嘉明が入部してからの加藤氏治政の時期に、軽井沢銀山の採銀量が急速に増加。寛永期には月に3～40貫（1貫＝3.75kg）が産出され中世の最盛期に達した。それに伴い人口も1,000人に及んだと云われる。「新編会津風土記」には、当時の様子が記録されており、盛山の頃は軽井沢・逆瀬川が駅所として繁栄していたとある。しかし、1642年（寛永19年）の飢饉が影響し操業を続けることが不能となり閉山。鉱山住宅からは次々と人は居なくなり、彼らは坂下・塔寺などに移住した。

#### 第2期採鉱

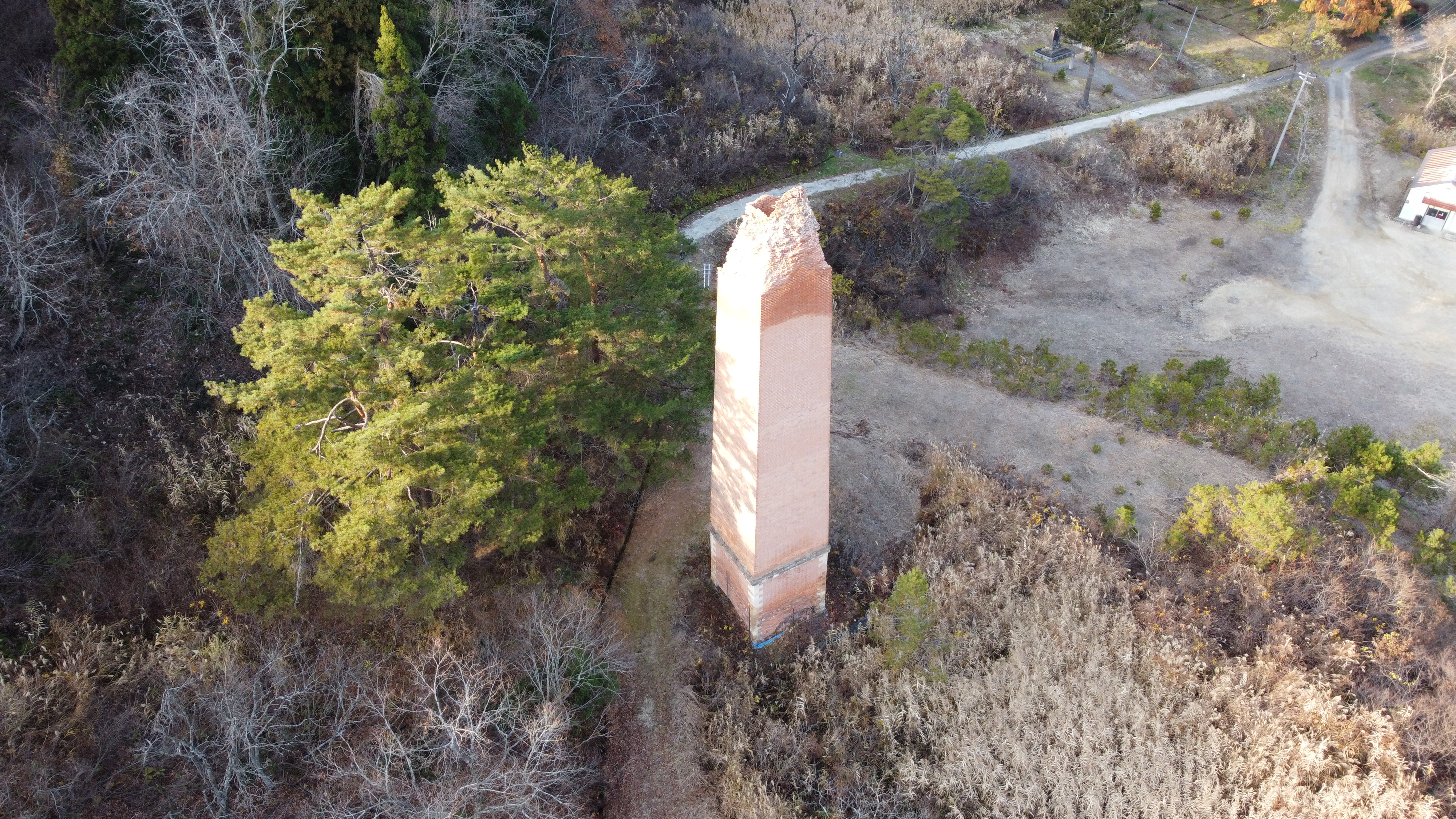

1643年（寛永20年）に保科正之が会津に入部すると、すぐに軽井沢銀山に関する規則が定められた。

赤川にかかる軽井沢橋

1879年（明治12年）からは古河市兵衛が経営することとなり、近世と同様に繁栄は続き800人もの鉱夫が銀山で働いた。当時銀山は居住地としても栄えていて、住宅の他にも工場・監獄・警察署・学校・病院・郵便局・電気会社・事務所・神社・寺院・土蔵・鍛冶屋敷・酒場・店舗・女郎屋が建ち並び、当時としては近代的な小都市のような雰囲気もあったと云う。また繁栄に伴い銀山に通ずる道路の改修や物資の運送も繁栄した。例えば、採掘された銀鉱を精錬するのに大量の食塩を必要としていて、それを日本海方面から仕入れ、津川（現新潟県阿賀町）-野沢（現西会津町）-藤-柳津-黒滝-猪鼻-塩野-軽井沢銀山の順で馬で運送していた。尚、猪鼻-塩野間で銀山川に架かる大橋を渡っていたのだが、銀山川は赤川という俗称も持ち、これは銀製錬により川が赤銅色となっていたためだという。他にも燃料運搬のため銀山峠の南東方面を開削し、田代高尾峯・杉山の立木を伐採し馬の背に乗せ開削した山道を利用し銀山に運搬。当時の名残として現在も馬頭観音が残っている。またこれらの燃料だけでは不足だったため、 小柳津・軽井沢からも亜炭を運送していたため、この道も改修されていたとされる。これらに加えて、藤新道も銀山繁栄に従って改修が行われていた。
1880年（明治13年）からは大機械を導入したため、1886年（明治19年）頃から更に繁盛し月製銀量が50～60貫に達し、銀山地内と軽井沢部落の人口は1433人に及んだ。この勢いは止まらず、1893～1894年（明治26～27年）には最盛期を迎え月製銀量は100貫に達する。それも相俟って、1893年（明治26年）には燃料となる大量の薪の運搬のため、銀山の西南西に位置する湯八木沢から銀山までの鉄索取付工事が開始。2年後の1895年（明治28年）に完成し、この鉄索（ケーブルカー）で大量の薪が運搬された。
しかし、1896年（明治29年）に古河市兵衛が軽井沢銀山を廃山にすると、近隣は急速に衰えた。

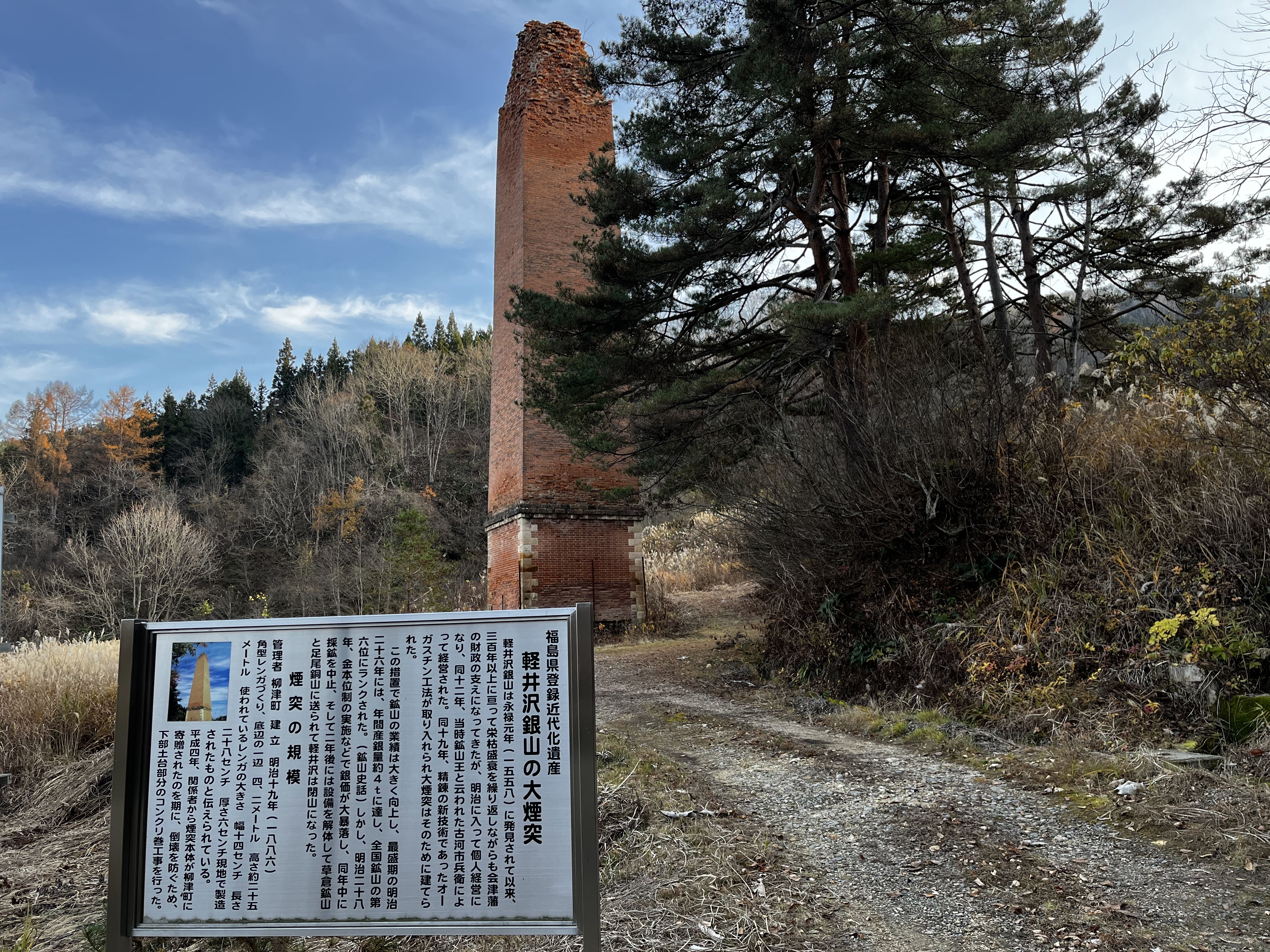

ただ1897年（明治30年）頃からは、銀山に代わり老沢・前新田産の瀬戸土と称される五畳敷白土の運搬で銀山峠で毎日往来があった。現在銀山峠には、盛況の頃の名残として23m及ぶ赤煉瓦の大煙突がそびえたっている。

### 銀山峠街道

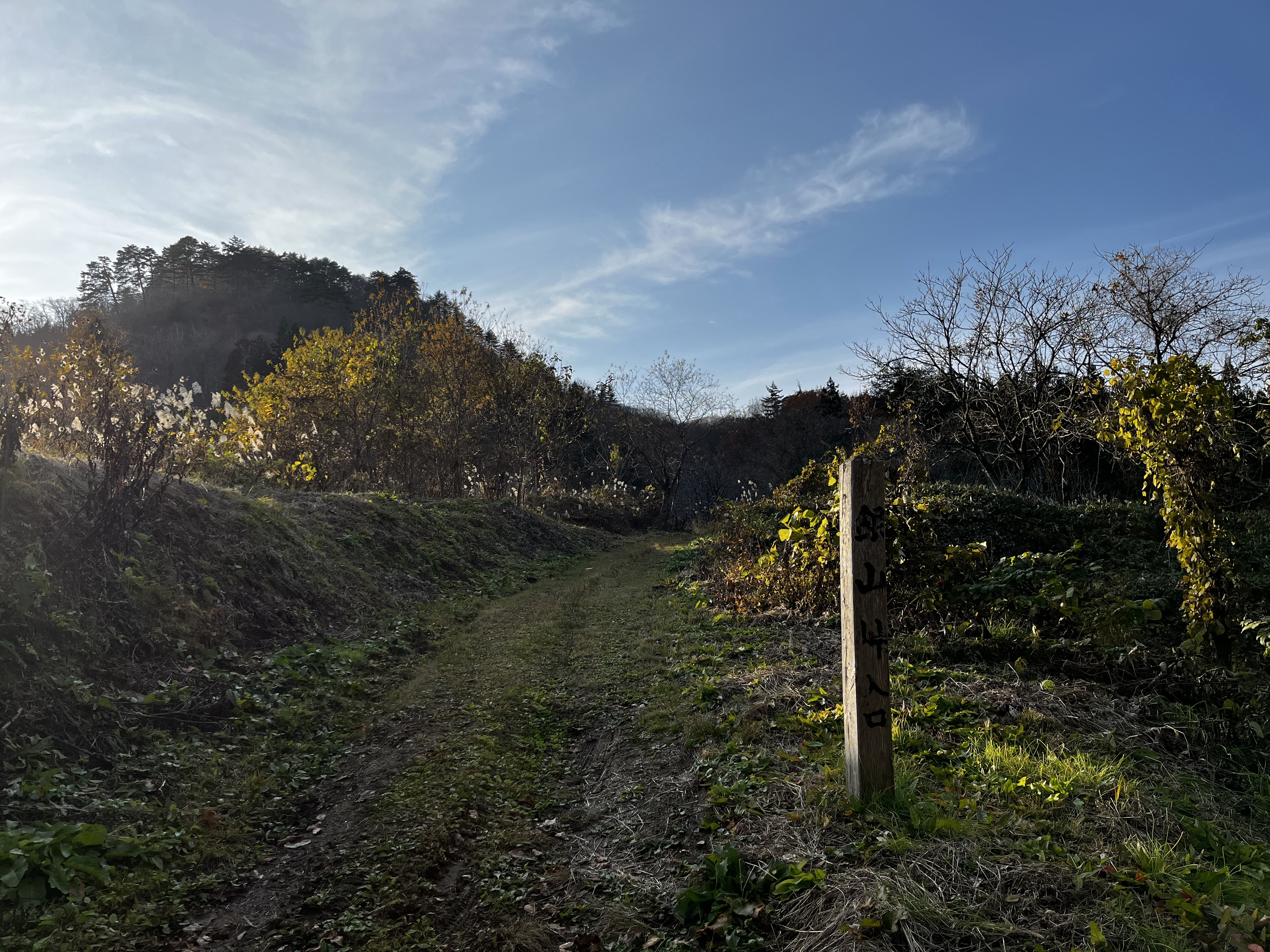
銀山峠

銀山峠街道は、軽井沢集落南西に位置する銀山の小高い峠を越えることから名付けられた道。軽井沢峠は田代集落から軽井沢集落に至るまでの約5kmの道中にある。尚、銀山峠の他に西勝峠とも呼ばれていたと云う。銀山峠街道は柳津町の西山地区や軽井沢から会津盆地に向かう際、柳津から坂下へ行く道に比べて距離が短いため利用されていた。また銀山が盛況な頃は、採掘された鉱物の物資運搬に当街道が利用されていたため、人の往来や物資の運送で活発だった。また、当時は銀山峠街道は牛馬の通行がやっとできる位に狭く、頂上650mまで登り峠を越えたため通行するには険しい道だった。他にも幕府巡見使の通路も当街道を利用していて、1788年（天明8年）の藤沢要人一行もこの道を経て柳津へ辿り着いている。

## 教育

慶福寺

1887年（明治20年）、砂子原尋常小学校が設立され軽井沢には簡易小学校ができた。1889年（明治22年）には砂子原尋常小学校を本校として、軽井沢簡易小学校はその分校となった。

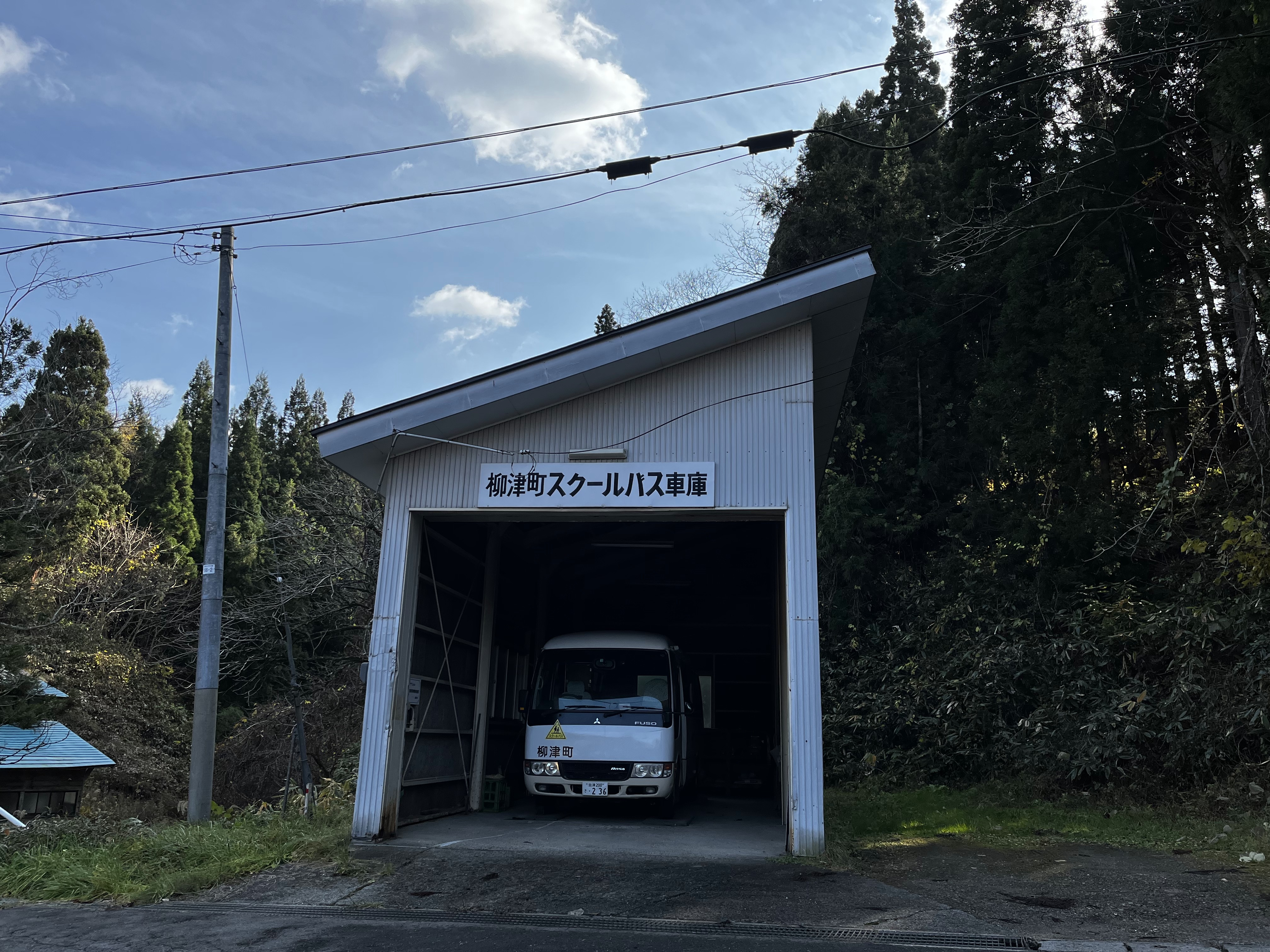

1949年（昭和24年）、西山村に属していた軽井沢が分村合併により、軽井沢・銀山の両集落が柳津町へ合併。それに伴い、軽井沢分校が柳津小学校の分校になり、近郷の塩野の児童は軽井沢分校に通うこととなった。